# Luigi Gervasi
Luigi Gervasi (geb. vor 1947) ist ein Szenenbildner.

## Leben
Gervasi begann seine Karriere im Filmstab 1947. 1950 arbeitete er mit Totò als Scheich erstmals an einer Totò-Filmkomödie. Bis 1959 wirkte er an insgesamt neun Totò-Vehikeln mit, darunter Tototarzan und Mein Allerwertester.
1968 war er für Franco Zeffirellis Literaturverfilmung Der Widerspenstigen Zähmung zusammen mit Lorenzo Mongiardino, John DeCuir, Elven Webb, Giuseppe Mariani und Dario Simoni für den Oscar in der Kategorie Bestes Szenenbild nominiert, die Auszeichnung ging in diesem Jahr jedoch an das Musical Camelot – Am Hofe König Arthurs.
Gervasis letzte Filmarbeit war Osvaldo Civiranis Historiendrama Lukrezia Borgia – Die Tochter des Papstes aus dem Jahr 1968.

## Filmografie (Auswahl)
- 1949: Die Mauern von Malapaga (Le mura di Malapaga)
- 1954: Ein Amerikaner in Rom (Un americano a Roma)
- 1961: Ursus im Tal der Löwen (Ursus nella valle dei leoni)
- 1967: Bang Bang Kid
- 1967: Der Widerspenstigen Zähmung (The Taming of the Shrew)

## Nominierungen (Auswahl)
- 1968: Oscar-Nominierung in der Kategorie Bestes Szenenbild für Der Widerspenstigen Zähmung